# Episodi di One-Punch Man
Questa è la lista degli episodi di One-Punch Man, serie televisiva anime tratta dal manga omonimo di ONE e trasmessa a partire dal 4 ottobre 2015 in Giappone e dal 12 gennaio 2016 in Italia.

## Prima stagione
| Nº | Titolo italiano Giapponese 「Kanji」 - Rōmaji | In onda          | In onda          |
| Nº | Titolo italiano Giapponese 「Kanji」 - Rōmaji | Giapponese       | Italiano         |
| 1  | L'uomo più forte 「最強の男」 - Saikyō no otoko | 4 ottobre 2015   | 12 gennaio 2016  |
| 1  | In un mondo dove esistono mostri ed eroi, Saitama, un venticinquenne diventato calvo e fortissimo a seguito di un duro allenamento, ha deciso di diventare un eroe per hobby, ma neanche ciò riesce a ravvivare la sua apatia perché nessun nemico è alla sua altezza: tutti vanno al tappeto con un pugno. Non avendo rivali, Saitama prosegue ad eliminare i mostri che incontra, sperando un giorno di trovare un degno avversario. |                  |                  |
| 2  | Il cyborg solitario 「孤高のサイボーグ」 - Kokō no saibōgu | 11 ottobre 2015  | 19 gennaio 2016  |
| 2  | Saitama viene coinvolto suo malgrado in uno scontro tra una strana creatura femminile dall'aspetto di una zanzara umanoide, Mosquito Girl, ed un giovane cyborg di nome Genos. La creatura semi-animalesca è sul punto di annientare il suo avversario quando Saitama la sconfigge con un solo schiaffo. Genos, impressionato, gli chiede di divenire suo allievo e Saitama, noncurante, accetta. Genos gli spiega in seguito di aver perso la sua famiglia a causa di un cyborg anni prima e di essersi fatto trasformare lui stesso in un cyborg per avere il potere di vendicarsi, senza però aver ancora trovato il responsabile della sua tragedia. I due vengono interrotti dall'arrivo di altri esseri ibridi, tra cui vi è anche un cyborg, che hanno l'ordine di portare Saitama dal loro creatore. L'eroe pelato sconfigge facilmente quasi tutti i nemici incluso il Re delle Bestie, un leone umanoide, mentre Genos riesce a battere Armored Gorilla, il cyborg, e si appresta ad interrogarlo. |                  |                  |
| 3  | L'ossessione dello scienziato 「執念の科学者」 - Shūnen no kagakusha | 18 ottobre 2015  | 26 gennaio 2016  |
| 3  | Armored Gorilla spiega a Genos e Saitama che il Dottor I. Genus, capo della "Casa dell'Evoluzione" e suo creatore, vuole studiare Saitama per capire la fonte della sua potenza. Saitama e Genos si dirigono immediatamente alla Casa dell'Evoluzione che viene subito rasa al suolo dal cyborg con un'esplosione. Nel sotterraneo, il Dottor Genus libera la sua creatura più potente, ma mentalmente instabile, Scarabeo Asura. Quest'ultimo mette in crisi Genos, ma rimane terrorizzato percependo l'enorme potere di Saitama e gli chiede come abbia fatto a diventare così forte. Saitama risponde di essersi allenato facendo ogni giorno 100 flessioni, 100 addominali, 100 squat, 10 km di corsa, tre pasti quotidiani e di non aver mai acceso il condizionatore d'aria finché non ha perso i capelli ed ottenuto la sua forza attuale. I tre presenti pensano che li stia prendendo in giro e Scarabeo Asura, irritato, entra in "Modalità Asura", durante la quale è colto da una furia omicida per un'intera settimana e il suo potere aumenta esponenzialmente. Inizia quindi a malmenare Saitama che sembra molto preoccupato. In realtà la sua frustrazione deriva dal fatto che gli sconti al supermercato erano proprio quel giorno e lui non se n'era accorto; così annienta il mostro con un pugno e corre con Genos verso la città per comprare da mangiare. Il Dottor Genus, sconvolto, decide di lasciar perdere il suo lavoro. |                  |                  |
| 4  | Il ninja dei giorni nostri 「今時の忍者」 - Imadoki no ninja | 25 ottobre 2015  | 2 febbraio 2016  |
| 4  | Una banda di criminali che non intendono lavorare per vivere, tutti pelati e ricoperti da armature che incrementano notevolmente la loro potenza fisica, chiamati "Utopisti", viene sterminata da un ninja mercenario, Sonic. Il leader della banda riesce a scappare, ma incontra Saitama, giunto per sconfiggere questi criminali temendo di poter essere scambiato per uno di loro a causa della sua testa calva. L'eroe distrugge l'armatura dell'avversario con una leggera gomitata e quest'ultimo si dà alla fuga. Sonic, scambiando Saitama per uno degli Utopisti a causa della testa pelata, lo attacca, ma l'eroe neutralizza le sue armi. Irritato perché nessuno aveva mai bloccato i suoi colpi a velocità supersonica, Sonic attacca Saitama, il quale lo colpisce per errore ai genitali con un pugno. Sonic giura vendetta e se ne va dolorante. Genos spiega a Saitama, depresso perché nessuno sa chi sia, che esiste un'organizzazione chiamata "Associazione Eroi" ed è tramite essa che gli eroi sono riconosciuti dalla gente come tali. Saitama e Genos decidono quindi di diventare "eroi professionisti". |                  |                  |
| 5  | L'insegnante definitivo 「究極の師」 - Kyūkyoku no shi | 1º novembre 2015 | 9 febbraio 2016  |
| 5  | Genos e Saitama partecipano all'esame di ammissione per diventare eroi. Genos totalizza 100 punti, il massimo, dati dai 50 della prova scritta e dai 50 di quella fisica. Saitama passa col voto minimo, 70 punti, prendendo solo 20 nella scritta e 50 nella fisica, ma annientando totalmente i record di ogni disciplina fisica. A causa del punteggio, Saitama viene collocato in fondo alla Classe C, mentre Genos in fondo alla Classe S, la più alta. In seguito, Genos chiede a Saitama di battersi con lui in una landa desolata in mezzo ad enormi ammassi rocciosi per provare a capire il segreto della forza del suo maestro. Genos combatte con tutta la sua potenza, ma non riesce nemmeno a sfiorare Saitama. L'allievo chiede al maestro di prenderlo seriamente, allora Saitama sferra un pugno deciso fermandosi subito prima di colpire il volto di Genos, ma l'onda d'urto disintegra l'immenso agglomerato roccioso alle spalle del cyborg, il quale si convince che non riuscirà mai ad avvicinarsi lontanamente alla potenza del suo maestro. |                  |                  |
| 6  | La città del terrore 「最恐の都市」 - Saikyō no toshi | 8 novembre 2015  | 16 febbraio 2016 |
| 6  | Saitama scopre che se non compie almeno un'impresa eroica a settimana verrà sbattuto fuori dall'Associazione Eroi, perdendo quindi lavoro e stipendio. Preoccupato per l'assenza di problemi di qualsivoglia genere in città, viene attaccato da Sonic che vuole la sua rivincita. Saputo che Saitama è un eroe, inizia ad attaccare la città per obbligarlo ad affrontarlo e Saitama, dopo avergli precedentemente spezzato la spada con un morso, lo stende con un leggero colpo di taglio della mano e lo fa arrestare. Giorni dopo, un essere misterioso che manipola e genera dal corpo alghe kombu dure come l'acciaio si aggira nel quartiere di Saitama. Due eroi di Classe A giunti sul posto per indagare lo affrontarlo, ma la creatura li sconfigge facilmente. L'Associazione Eroi inizia a vagliare l'ipotesi di mandare un Classe S, ma Saitama, che sta tornando a casa, s'imbatte nell'essere misterioso, il quale lo attacca. Il giorno dopo, fa notizia sui media la presenza di un essere misterioso ancora più pericoloso nel quartiere di Saitama ed alcuni eroi di Classe A deducono che il mostro di alghe kombu sia stato annientato da un mostro molto più potente che però sembra svanito dopo aver distrutto un edificio. Tutti ignorano che in realtà tutto ciò sia stato provocato dal pugno con cui Saitama ha sconfitto l'essere misterioso di alghe. |                  |                  |
| 7  | L'allievo supremo 「至高の弟子」 - Shikō no deshi | 15 novembre 2015 | 23 febbraio 2016 |
| 7  | La Città Z, dove vive Saitama, corre un grave pericolo e gli eroi di Classe S vengono richiamati per annientare la minaccia: un enorme meteorite sta per abbattersi sulla città e distruggerla. I cittadini vengono fatti evacuare, ma tra gli eroi di Classe S si presentano solo Metal Knight, Genos e Bang, l'anziano, ma formidabile, numero 3 nella graduatoria della Classe S. Bang è un artista marziale letale, quindi non è utile allo scopo. I missili di Metal Knight si rivelano inefficaci, perciò Genos usa tutta la sua potenza per cercare di distruggere il meteorite, fallendo. Giunge allora Saitama, che salta e fa a pezzi il meteorite con un pugno. I frammenti devastano numerose zone della città, ma senza vittime e con danni molto inferiori rispetto a quelli che si sarebbero verificati col meteorite intero. Saitama, per questo, viene promosso dalla 342ª posizione alla 5ª posizione della Classe C, mentre Genos alla 14ª della S, poiché parte del merito viene erroneamente attribuito a lui e a Metal Knight. Giorni dopo, due eroi, Tank Top Tiger, 6° di Classe C, e Tank Top Black Hole, 89° di Classe B, accusano Saitama di essersi preso il merito per il meteorite distrutto e di essere un imbroglione che ha causato i danni alla città, portando la folla ad accusarlo a sua volta. I due cercano poi di fare bella figura attaccandolo, ma Saitama li batte come se niente fosse. Dopodiché l'eroe calvo insulta la gente affermando che fa l'eroe solo perché lo desidera, non per essere ammirato, perciò che loro lo odino o meno non gli interessa. |                  |                  |
| 8  | Il Re degli Abissi 「深海の王」 - Shinkai no ō | 22 novembre 2015 | 1º marzo 2016    |
| 8  | Una creatura marina chiamata Re degli Abissi giunge in superficie con lo scopo di sterminare gli umani e conquistare il pianeta. L'essere riesce a battere facilmente alcuni eroi di Classe A e persino Pri Pri Prisoner, l'ultimo in graduatoria nella Classe S che si era fatto rinchiudere in prigione per molestare i criminali affascinanti ed era evaso per affrontare il mostro. Sonic, che ha sfruttato l'eroe di Classe S per scappare a sua volta, affronta per svago la creatura con la sua velocità. Il mostro, però, dopo che inizia a piovere, raggiunge la sua massima potenza e Sonic è costretto alla fuga. Altri eroi lo affrontano, ma vengono tutti brutalmente sconfitti con facilità dal mostro marino. |                  |                  |
| 9  | La giustizia inflessibile 「不屈の正義」 - Fukutsu no seigi | 29 novembre 2015 | 8 marzo 2016     |
| 9  | Saitama aspetta che l'Associazione Eroi gli dia il permesso di intervenire; nel frattempo arriva Genos a proteggere la città. Il cyborg è un valido nemico per il Re degli Abissi, il quale però sfrutta un attimo di distrazione di Genos per strappargli un braccio. Per proteggere una innocente, inoltre, Genos si fa colpire dall'acido del nemico, quasi rimettendoci la vita poiché viene sciolto in diversi punti del corpo. La situazione sembra disperata, ma arriva finalmente Saitama, il quale esce indenne da un colpo del Re degli Abissi per poi ucciderlo e fermare la pioggia con un solo pugno. La folla inizia ad acclamare Saitama, ma uno di loro comincia a denigrare gli altri eroi perché, pur essendo di classi superiori a Saitama, hanno perso miseramente e perciò li accusa di essere dei codardi impostori. Saitama, per proteggere la reputazione degli eroi sconfitti, dice di aver vinto solo perché il Re degli Abissi era stato notevolmente indebolito dagli altri eroi e che così si prenderà tutto il merito, facendosi passare per un imbroglione vigliacco e portando la folla ad apprezzare ulteriormente gli eroi sconfitti e a odiare lui. Genos accetta la nobile scelta del suo maestro, ma si ripromette d'intervenire se dovesse essere isolato dal mondo per questo. L'Associazione Eroi promuove Saitama dalla Classe C alla Classe B. |                  |                  |
| 10 | Una crisi senza precedenti 「かつてない程の危機」 - Katsute nai hodo no kiki | 6 dicembre 2015  | 15 marzo 2016    |
| 10 | L'Associazione Eroi richiama tutti gli eroi di Classe S per una riunione straordinaria nella Città A all'interno di un edificio fortificato. Saitama, che era con Genos e Bang in quel momento, viene convinto da Genos ad aggregarsi poiché il pericolo potrebbe richiedere la sua forza. Nessuno si spiega perché un Classe B si trovi lì, soprattutto l'egocentrica e potente Tornado, la esper più potente del mondo e seconda in classifica della Classe S. L'Associazione Eroi informa gli eroi di Classe S, di cui solo Metal Knight e Blast (il primo in graduatoria) sono assenti, che Shibabawa, colei che prevedeva eventuali catastrofi per l'umanità, è morta, ma che prima ha lasciato una profezia in cui dichiarava in pericolo l'intera umanità. Le profezie di Shibabawa si sono sempre avverate, ma non sanno quando ciò avverrà e l'Associazione Eroi vuole che gli eroi di Classe S si tengano pronti ad intervenire. Improvvisamente, una nave aliena giunge proprio sulla Città A e la bombarda, distruggendola e provocando un'enormità di vittime innocenti. Gli eroi sono chiamati ad intervenire, ma non possono attaccare la nave perché rimane sospesa ad un'altezza troppo elevata. Genos si accorge però che Saitama è già entrato nell'astronave con un salto. Uno degli alieni più potenti di nome Groribas lo sfida, venendo però ucciso con un semplice pugno. |                  |                  |
| 11 | Il signore dell'universo 「全宇宙の覇者」 - Zen uchū no hasha | 13 dicembre 2015 | 22 marzo 2016    |
| 11 | Mentre Saitama uccide un alieno dopo l'altro in cerca del capo degli invasori, a terra, uno degli alieni più forti, Melzargald, affronta Bang, Kamikaze, Bad e Pri Pri Prisoner, i quali non riescono ad ucciderlo perché riesce sempre a rigenerarsi a dispetto di danni mortali. Bad scopre che il segreto risiede in piccole sfere all'interno del corpo dell'alieno e che distruggendole il mostro viene ucciso poco alla volta, in quanto fonte della sua energia vitale. Geluganshp, uno degli alieni più potenti, affronta Saitama con la sua telecinesi tale da sottoporlo alla potenza gravitazionale di un buco nero, ma l'eroe non fa una piega e lo uccide tirandogli addosso un frammento di astronave e frantumandogli la testa. L'astronave si prepara a lanciare nuovamente i missili per bombardare gli eroi a terra, ma Tornado usa il suo potere per bloccarli e rispedirli al mittente. Saitama, intanto, trova finalmente il capo degli alieni, Lord Boros. Quest'ultimo spiega come anni fa divenne così forte da non trovare alcun degno avversario e che, guidato da una profezia, è giunto sulla Terra per trovare un avversario alla sua altezza, il quale viene identificato dall'alieno in Saitama. Quest'ultimo, ritenendola una ragione stupida, colpisce l'alieno con un pugno e frantuma la sua armatura. Boros informa Saitama che essa limitava il suo potere e si prepara a combattere contro di lui. |                  |                  |
| 12 | L'eroe più forte 「最強のヒーロー」 - Saikyō no hīrō | 20 dicembre 2015 | 29 marzo 2016    |
| 12 | Mentre gli eroi a terra distruggono Melzargald, Tornado inizia a scagliare edifici frammentati della città contro l'astronave per abbatterla. Dentro la nave aliena, Boros e Saitama iniziano a combattere, ma, nonostante venga colpito ripetutamente, Saitama non riporta alcun danno, strappando invece un braccio a Boros con un pugno. Questi, esaltato dalla sfida, ripristina il braccio spiegando di disporre di poteri rigenerativi estremi persino per la sua razza. Usando la sua immensa energia, Boros sferra una serie di colpi devastanti su Saitama, finendo per scagliarlo letteralmente sulla Luna. Questi, però, senza fare una piega, torna sulla Terra con un salto. Con una "raffica di pugni normali", Saitama riduce a brandelli Boros, il quale però si rigenera ancora e decide di usare tutto il suo potere per annientare la superficie terrestre. Saitama, allora, ricorre ad un "pugno serio", la cui onda d'urto annienta l'onda di energia del nemico, investe Boros e divide in due il cielo per oltre mezzo pianeta, oltre a frantumare la sfera energetica che alimenta l'astronave. Boros, prima di morire, ammette che Saitama fosse troppo forte per lui e che l'eroe non abbia mai fatto sul serio durante il loro scontro. Morto Boros e distrutta la sfera di energia, la nave collassa schiantandosi al suolo, fortunatamente senza ulteriori vittime poiché i superstiti sono stati fatti evacuare da altri eroi. Nessuno ha però visto il combattimento di Saitama e solo Genos capisce che è stato il suo maestro a risolvere la situazione. Saitama e Genos tornano al loro mestiere di eroi, ma dinanzi all'ennesimo mostro distrutto da un pugno, Saitama si dispera per la frustrazione. |                  |                  |

## Seconda stagione
| Nº   | Giapponese 「Kanji」 - Rōmaji | In onda        | In onda        |
| Nº   | Giapponese 「Kanji」 - Rōmaji | Giapponese     | Italiano       |
| 12.5 | 「特別番組「一撃でわかる！ＴＶアニメ『ワンパンマン』マジ振り返り！」」 - Tokubetsu bangumi `ichigeki de wakaru! TV anime “wanpanman” maji furikaeri! | 2 aprile 2019  | 21 luglio 2021 |
| 12.5 | Episodio riassuntivo della prima stagione. |                |                |
| 13   | Il ritorno dell'eroe 「ヒーローの帰還」 - Hīrō no kikan | 9 aprile 2019  | 21 luglio 2021 |
| 13   | Saitama e Genos stanno tornando dal negozio quando vedono King, l'eroe in 7ª posizione di Classe S. Un mostro rettile si arrende all'eroe a causa dello spavento preso nel sentire il suo King's Engine (il battito del cuore di King). Poco dopo un robot, G4, sfida King a combattere, questi chiede prima il permesso di andare in bagno e il robot acconsente a patto che torni entro 10 minuti o avrebbe ucciso tutti i civili nelle vicinanze. King si fa prendere dal panico perché non è il più forte essere umano vivente come tutti credono, ma un normale "otaku" che si trovava nel luogo in cui i mostri stavano combattendo e che si è sempre preso il merito delle loro sconfitte finendo per essere popolare tra gli eroi. Quando King vede Genos combattere G4, scappa a casa sua per giocare ad un videogioco. Saitama lo segue e si intrufola nell'appartamento di King con grande dispiacere di quest'ultimo. Un enorme mostro uccello attacca l'appartamento di King che terrorizzato rivela a Saitama di essere un codardo. Saitama uccide il mostro e King ricorda che Saitama è stato colui che lo ha salvato dal mostro che gli ha lasciato le cicatrici sull'occhio sinistro molto tempo fa. In seguito, Saitama gioca ai videogiochi con King mentre Genos ottiene gli aggiornamenti dall'equipaggiamento di G4 dopo aver sconfitto il robot. Il presidente dell'Associazione Eroi annuncia che assumerà anche delinquenti a causa del maggiore bisogno di aiuto dopo l'attacco di Boros. Sonic il Supersonico lascia l'incontro dopo aver scoperto che Saitama non era presente. Nella scena dopo i titoli di coda, un uomo di nome Garo che si trova insieme ai malviventi presentatisi all'Associazione Eroi proclama, dopo aver letto della profezia fatta da Shibabawa, che questa sarà una festa di macellazione. |                |                |
| 14   | Un uomo tra i mostri 「人間の怪人」 - Ningen no kaijin | 16 aprile 2019 | 21 luglio 2021 |
| 14   | Durante l'incontro, Garo insulta sia gli eroi che i malvagi, dicendo di essere dalla parte dei mostri e dichiara ognuno come suo nemico. Sconfigge malamente tutti usando la sua abilità nelle arti marziali tranne Sitch per lasciarlo come messaggero per diffondere la parola di Garo. Nel frattempo, Saitama è a casa sua a giocare ad un videogioco sulla console portatile che "ha preso in prestito da King", mentre Genos sta sbrigando le faccende domestiche quando sente bussare alla porta. Genos apre la porta per vedere Sonic il Supersonico che sta cercando Saitama per combatterlo. Mentre Genos e Sonic combattono da qualche altra parte, l'eroina in 1ª posizione di Classe B Tormenta, nota come "Tormenta dell'Inferno", cerca di persuadere Saitama ad unirsi alla sua fazione. Tormenta non riesce a convincerlo ed ordina ai suoi subalterni di attaccarlo, ma Saitama li batte facilmente con un solo pugno. Tormenta usa le sue abilità psichiche per sconfiggere apparentemente Saitama, ma egli rimane impassibile davanti ai suoi attacchi. Poi la rimprovera di circondarsi di subalterni per sentirsi più forte e che alla fine avrebbe affrontato un cattivo che sarebbe stato più forte di lei e dei suoi sottoposti. Saitama dichiara che le fazioni sono inutili ed avverte l'esper di non insultare mai più gli eroi in questo modo. Tormenta ignora la sua lezione e cerca di attaccarlo di nuovo, ma Saitama vede Sonic e Genos che combattono dietro di lei ed un'esplosione imminente. Quando la polvere alzata dall'esplosione si dirada, viene mostrato che Saitama ha salvato Tormenta dall'esplosione pur restando illeso. Genos si presenta a Tormenta come discepolo di Saitama con grande sorpresa dell'eroina poiché per lei non ha senso che un eroe di Classe S sia il discepolo di un eroe di Classe B. Poi Sonic insulta Genos dicendo che è lento mentre questi risponde di non aver fatto sul serio. Genos diventa più veloce e riesce a tagliare la coda di cavallo di Sonic, ma questi diventa ancora più veloce e crea delle immagini residue multiple. Genos tenta di provocare un'enorme esplosione che avrebbe messo fuori gioco Sonic, ma Saitama stende Genos per evitare altre deflagrazioni davanti al suo appartamento. Saitama sfida quindi Sonic che usa la stessa tecnica delle immagini residue che ha usato su Genos, ma su una scala più grande. Saitama lo contrasta con la sua tecnica "saltelli laterali seri" (saltellando a destra e a sinistra molto velocemente e creando un esercito di immagini residue). Sonic è scioccato e nel momento in cui passa attraverso le immagini residue, va al tappeto, gravemente ferito e sconfitto, mentre Tormenta osserva silenziosamente la cosa con timore reverenziale per la facilità con cui Saitama ha sconfitto un avversario così forte. Più tardi, nell'appartamento di Saitama, Tormenta rivela di essere la sorella minore di Tornado, eroina in 2ª posizione di Classe S, nota come "Tornado del Terrore". A causa del fatto che Tornado è straordinariamente forte rispetto a lei, Tormenta si circonda di sottoposti per sentirsi più forte. Genos si chiede perché non si sforzi di passare alla Classe A, ma Tormenta dice di non poterlo fare perché Dolcetto Mask, eroe in 1ª posizione di Classe A, è troppo forte e non le permetterebbe di raggiungere l'apice di quella classe. Tormenta cerca di convincere Saitama un'ultima volta ad unirsi alla sua fazione, ma questi rifiuta. Prima che Tormenta potesse insultarlo, King arriva per recuperare la sua console. Tormenta è scioccata di essere alla presenza di King, mentre Saitama cerca di spiegare che ha rotto accidentalmente il controller della console e cancellato i dati salvati di King. L'Associazione Eroi dà a Genos il nome da eroe "Demone Cyborg" a causa dei suoi metodi di combattimento aggressivi, mentre a Saitama viene dato il nome di "Mantello Pelato" a causa del suo aspetto. Nella scena finale, Garo sconfigge Tank Top Vegetarian in un vicolo. |                |                |
| 15   | Inizia la caccia 「狩りの始まり」 - Kari no hajimari | 23 aprile 2019 | 21 luglio 2021 |
| 15   | Apparentemente a causa della sua frustrazione per la ricomparsa di Garo, Silver Fang picchia severamente il suo unico allievo, Charanko, e lo espelle dal suo dojo. Charanko informa di ciò Saitama e Genos e nota che anche King e Tormenta sono nell'appartamento di Saitama. Genos deduce correttamente che Charanko è stato espulso a causa della ricomparsa di Garo. Mentre sta camminando una notte, Charanko si imbatte in Garo mentre vuole combattere contro Spatent Rider, l'eroe in 1ª posizione di Classe C. Tuttavia, prima che potessero combattere, Tank Top Vegetarian e i suoi compagni arrivano per affrontare Garo. Garo sconfigge facilmente di nuovo Tank Top Vegetarian, ma Tank Top Master interviene, entusiasmando Garo che per la prima volta combatte contro un eroe di Classe S. Tank Top Master prende il sopravvento, ma prima che possa infliggere il colpo finale, Spatent Rider si mette in mezzo dicendo che gli eroi non uccidono gli umani solo perché questi commettono errori. Inizialmente, Garo si scusa per le sue azioni, ma poi cerca di attaccare di nuovo. Tank Top Master non si fa ingannare dalla tattica di Garo e sferra un colpo potente, costringendo Garo ad usare la sua carta vincente, il "Colpo dell'acqua che frantuma la roccia", per contrastarlo. Dopo il rimorso iniziale per l'uso di questa tecnica marziale, dal momento che gli riporta alla memoria il suo ex maestro Silver Fang, Garo la usa per sconfiggere Tank Top Master, Spatent Rider, l'intera banda di Tank Top e Charanko prima di continuare per la sua strada. Silver Fang chiama suo fratello Bomb per aiutarlo ad affrontare la minaccia di Garo e, mentre camminano, si imbattono negli eroi massacrati da Garo e in Charanko. Il giorno dopo, Saitama visita Spatent Rider all'ospedale e apprende da Tank Top Master delle arti marziali di Garo. Garo trova un ragazzo che legge un almanacco degli eroi in cui viene descritto cosa fa ogni eroe e le loro mosse e progetta quindi di sconfiggere l'eroe di Classe A Palla Dorata. Garo combatte contro Palla Dorata e l'eroe di Classe A Molla Baffuta giunto in aiuto del collega, sconfiggendo entrambi. Nel frattempo, dopo aver ascoltato tutto sulle tecniche di combattimento di Garo, Saitama decide di voler vedere una dimostrazione di arti marziali. Charanko dà a Saitama un biglietto per un torneo di arti marziali miste, ma avverte Saitama di non parteciparvi e di limitarsi soltanto ad assistervi; Saitama però non lo ascolta. Dopo aver picchiato un magnaccia, Garo gironzola fino ad incontrare Saitama che ha intenzione di comprare una parrucca per travestirsi da Charanko durante il torneo. Pensando che Saitama voglia sicuramente combatterlo, Garo lo colpisce, ma il suo attacco non ha alcun effetto. Infastidito, Saitama colpisce Garo che viene messo fuori combattimento. Nella scena dopo i titoli di coda, Genos sorprende Saitama indossare la parrucca che ha comprato, quindi chiede al Dottor Tanfos per telefono se può effettuare un trapianto di fibre artificiali per dare dei capelli al suo maestro con grande disappunto di quest'ultimo. |                |                |
| 16   | La mazza di metallo 「金属のバット」 - Kinzoku no batto | 30 aprile 2019 | 21 luglio 2021 |
| 16   | Viene rivelato che quando Garo era giovane ha sempre fatto il tifo per la vittoria dei cattivi a causa del fatto che i buoni erano troppo popolari. Quando suo padre gli dice che i buoni vinceranno sempre, Garo lo trova ingiusto nei confronti dei mostri, scoprendo che sono sempre stati quelli che hanno fatto del loro meglio per vincere, ma hanno perso perché sono stati visti come "mostri". Non volendo accettare lo status quo, Garo decise di diventare il mostro più forte e cambiare lo scenario. Garo si sveglia dalla sua sconfitta contro Saitama, senza alcun ricordo di ciò che è successo. Garo incontra un bambino chiamato Tareo e vede Mastino Man e Mazza Metallica, e progetta di trovarli. Saitama si iscrive al torneo di combattimento e guarda una lista dei concorrenti quando si presenta Facciamara, un ex discepolo di Bang. Facciamara ha intenzione di vincere il torneo per diventare famoso come Bang, e rivela che l'anno prima un concorrente di nome Wolfman ha vinto il torneo. Tuttavia, le autorità hanno trovato il vero Wolfman legato e hanno aggiunto una nuova regola contro i partecipanti che indossano travestimenti, applicata con un divieto a vita, oltre a una pesante tassa. Viene anche rivelato che 6 mesi fa Garo si è scatenato nel dojo, disabilitando molti degli studenti, tra cui Facciamara. Garo ricevette poi un pestaggio da Bang e fu espulso dal dojo, il che causò anche l'abbandono di Facciamara. Quando Facciamara insulta "Charanko", Saitama sottolinea che almeno Charanko è stato abbastanza coraggioso da combattere contro Garo uno contro uno mentre Facciamara si è ritirato, e giura di vincere il torneo, cosa che fa arrabbiare Facciamara. Nel frattempo, l'Associazione Eroi prevede di proteggere i suoi funzionari dagli attacchi dei mostri assegnando eroi di Classe S. King riesce a cavarsela mentendo sul fatto che sta combattendo contro un boss segreto quando in realtà sta giocando a un videogioco. Mazza Metallica è costretto a fare da babysitter a Arricchetto, uno sponsor VIP della Associazione Eroi, e a suo figlio Vizi nel ristorante Sushi Topo nella Città S invece di guardare la sua sorellina suonare il pianoforte. Quando Mazza Metallica riceve una chiamata da sua sorella, due mostri chiamati Centopiedi Novellino e Acchiappagente Man attaccano Arricchetto, ma Mazza Metallica li uccide facilmente. All'improvviso, un altro mostro chiamato Centopiedi Adepto attacca Mazza Metallica. Appare un mostro di nome Rafflesidon che mette su gas sonniferi che mettono fuori combattimento Arricchetto e Vizi. Mazza Metallica è costretto a sopportare molti colpi prima di colpirsi alla testa, il che pompa adrenalina nel suo sistema, rendendo il gas inutile e permettendogli di uccidere i due mostri di livello Demone con un colpo ciascuno. Due eroi locali catturano Arricchetto e Vizi quando un mostro di livello Drago chiamato Grande Centopiedi Decano attacca Mazza Metallica. Durante il combattimento, Centopiedi Decano colpisce Mazza Metallica vicino a Garo. Pensando che Mazza Metallica sia morto, Garo progetta di trovare Mastino Man quando Mazza Metallica si rialza. Garo naturalmente vuole combattere Mazza Metallica, ma Mazza Metallica vuole tornare dopo Centopiedi Decano. Garo inizia il combattimento attaccando Mazza Metallica, e Mazza Metallica riesce a malapena a bloccare il colpo preventivo. Nella scena dopo i titoli di coda, un artista marziale di nome Suiryu chiede a due ragazze di condurlo al torneo di combattimento. |                |                |
| 17   | Il torneo di arti marziali 「武術の大会」 - Bujutsu no taikai | 7 maggio 2019  | 21 luglio 2021 |
| 17   | Metal Knight cerca di sconfiggere Centopiedi Decano, ma non riesce nemmeno a graffiare il mostro colossale. Dopo una lunga battaglia, Garo sconfigge Mazza Metallica, ma ammette a malincuore che l'eroe avrebbe vinto se fosse riuscito a colpirlo anche solo una volta. Mazza Metallica si alza e quasi uccide Garo quando questi gli volta le spalle, ma si ferma quando sua sorella minore, Zenko, lo trova. Garo contrattacca, ma Zenko si mette in mezzo e ordina loro di smettere di combattere. Garo cede (avendo un debole per i bambini) e si allontana per trovare Mastino Man. Mazza Metallica tenta di nuovo di inseguire Centopiedi Decano, ma crolla a causa dei troppi danni causati dalle sue battaglie con gli esseri misteriosi e Garo dopo che Zenko lo schiaffeggia di nuovo per farlo fermare. I due eroi di Classe C Ananas e Moicano, i quali hanno in custodia Arricchetto e Vizi, si confrontano con Rinocerestler, venendo rapidamente sconfitti e facendo sì che i mostri catturino Vizi. Due mostri chiamati Phoenix Man e Melmedusa cercano di convincere Garo a unirsi all'Associazione Mostri, ma Garo rifiuta. Phoenix Man promette a Garo che si incontreranno di nuovo se Garo continuerà a dare la caccia agli eroi e dice ad Centopiedi Decano e al resto dei mostri di ritirarsi, con Metal Knight che li segue. Bang e Bomb continuano a cercare Garo, con Bang che sfoga la sua frustrazione su un mostro di livello Demone chiamato Demone Pugile, uccidendolo violentemente con una spietata raffica di colpi. Molti mostri di diversi livelli di disastro, tra cui Maresciallo Gorilla, Sadoma S, Piovra Mille Occhi, Vampire e Maiko Plasma, iniziano ad attaccare gli eroi, il che preoccupa l'Associazione Eroi. Prima che Sadoma S, il cui potere le consente di soggiogare chiunque frusti, possa uccidere Dynamite Man coi suoi eroi controllati mentalmente, Tormenta ferma il suo attacco. Nel frattempo, nel Super Fight Saitama viene presentato a Bakuzan, Suiryu, Lampo Max, Ring-Ring, Cricekichi, Choze, Scartos e "Morso di Serpente" Snek, con Genos che guarda tra la folla. Suiryu nota la sete di sangue di Bakuzan nei suoi confronti, ed è solo alla ricerca del premio in denaro, anche se Suiryu avrebbe voluto combattere contro l'ultimo vincitore del torneo Wolfman, ovvero Garo sotto mentite spoglie. Dopo che Lampo Max ha sconfitto Ring-Ring, Scartos rivela che i combattenti sono spesso accoppiati in base al loro aspetto. Saitama deduce che Scartos sia debole poiché è stato accoppiato a lui (Saitama viene smistato così a causa del suo aspetto "debole"), il che fa arrabbiare Scartos. Nella scena dopo i titoli di coda, Saitama schiaffeggia Scartos, sconfiggendolo in un colpo solo, con grande fastidio di Saitama. Suiryu nota la forza di Saitama ed è entusiasta di affrontarlo in finale. |                |                |
| 18   | L'insurrezione degli esseri misteriosi 「怪人の蜂起」 - Kaijin no hōki | 14 maggio 2019 | 21 luglio 2021 |
| 18   | Lampo Max perde la sua battaglia con Suiryu e Genos riceve un messaggio riguardante molti mostri in giro per il torneo. Snek batte il suo avversario Treccino e gli annunciatori ricevono messaggi di un sacco di mostri, pianificando di evacuare il pubblico, ma Bakuzan li convince a non farlo. Facciamara batte il suo avversario Jakumen, ma si separano in buoni rapporti. Facciamara dice eccitato a "Charanko"/Saitama che ha vinto, ma Saitama era andato in bagno. Quando Saitama affronta Bakuzan, Bakuzan descrive sadicamente come distruggerà Saitama, ma quando Bakuzan tocca la parrucca di Saitama e afferma che avrebbe fatto cadere i "capelli" di quest'ultimo, Saitama lo sconfigge facilmente e comicamente in un colpo solo, impressionando Suiryu. Genos riesce ad uccidere tutti i mostri tranne uno, Scarilluminato, un mostro di livello Demone che riesce a malapena a fuggire. Con le spalle voltate, Genos viene improvvisamente attaccato da un altro essere misterioso. Alcuni membri dell'Associazione Eroi trovano Ananas e Moicano, scoprendo che Vizi è stato catturato, ma non Arricchetto. Nel frattempo, Sadoma S riesce con successo a fare il lavaggio del cervello a tutti gli scagnozzi di Tormenta, ma quest'ultima li respinge. Sadoma S dice che sta attaccando Tormenta in modo da poter affrontare Tornado, ma Tormenta le dice che quando sarà ferita, Tornado lo saprà. Proprio al momento giusto, un mostro atterra di fronte a Sadoma S con l'arrivo di Tornado. Sadoma S ordina agli scagnozzi controllati mentalmente di Tormenta di attaccare Tornado mentre fugge, ma Tornado li fa facilmente volare via contro gli edifici. Tornado da una lezione a Tormenta dicendole che circondarsi di scagnozzi la farà diventare debole, per poi volare via. Suiryu e Snek si affrontano, con Suiryu che evita casualmente i colpi di Snek e mette in discussione le sue ragioni per combattere. Schernisce Snek dicendogli che è inefficace come eroe e che lui ha cercato il potere senza un obiettivo particolare, col suo atteggiamento disinvolto che fa infuriare Snek. Tuttavia, Suiryu lo mette fuori combattimento con un solo colpo, riflettendo sul fatto che, qualunque cosa accada, i veri forti sopravviveranno sempre. Nella scena dopo i titoli di coda, Garo vede Mastino Man, Saitama è in bagno e un mostro di livello Drago di nome Goketsu si rivela essere colui che ha sconfitto Genos. Il concerto di Dolcetto Mask viene interrotto da mostri, altri stanno attaccando un ospedale dove si trovano Spatent Rider e Tank Top Master, un mostro di nome Miao fa irruzione in una prigione e due mostri di nome Strabuzzocchio e Orochi hanno catturato Metal Knight. |                |                |
| 19   | Gli eroi di Classe S 「S級のヒーロー」 - S-kyū no hīrō | 21 maggio 2019 | 21 luglio 2021 |
| 19   | Imperatorino (Eroe di Classe S Grado 5) usa il suo robot Cane Man N° 22 per analizzare i veleni di un mostro chiamato Ganriki per trovare una cura per la paralisi. Imperatorino procede quindi a far esplodere Cane Man quando è vicino a Ganriki, ma ciò non la uccide con successo poiché ha indurito la sua pelle. Ganriki riesce quindi a trovare Imperatorino, ma viene interrotto e mangiato da Divinità Suino (Eroe di Classe S Grado 10). Divinità Suino decide di inseguire gli altri mostri della Città Y in seguito. Garo cerca di inseguire Mastino Man (Eroe di Classe S Grado 12), ma un mostro lo batte. Motile Suit (Eroe di Classe S Grado 9) interroga un mostro che ha risparmiato dopo aver ucciso gli altri. Death Gatling (Eroe di Classe A Grado 8) raduna altri eroi per combattere Piovra Mille Occhi, ma Flash l'Abbagliante (Eroe di Classe S Grado 13) arriva e lo ferisce gravemente con la sua incredibile velocità. Proprio quando Flash l'Abbagliante sta per sferrare la sua mossa finale, Tornado (Eroe di Classe S Grado 2) arriva e uccide Piovra Mille Occhi con facilità, rimproverando Flash l'Abbagliante per essere stato troppo lento prima di andarsene, ma non prima che Flash la insulti a sua volta. Dolcetto Mask uccide i mostri nel suo concerto e Spatent Rider e Tank Top Master sconfiggono i mostri in ospedale. Atomic Samurai partecipa a una riunione col Consiglio dei Maestri di Spada (Amahare, Zanbai, Nichirin e Haragiri) per discutere il problema dei Garo. Haragiri rivela di essersi schierato con l'Associazione Mostri e dà ai maestri della spada 3 cellule di mostro che amplificheranno la loro forza, velocità e abilità a scapito della loro umanità e li trasformeranno in mostri. Haragiri cerca di uccidere Atomic Samurai (poiché Atomic Samurai è una minaccia troppo grande), ma Atomic Samurai uccide Haragiri prima di partire coi suoi discepoli (Bushi Drill, Donnola Travestita e Iairon) per trovare la base dell'Associazione Mostri. Nel frattempo nel Super Fight, Saitama sconfigge Facciamara e Choze prima di affrontare Suiryu in finale, con Suiryu che promette di mostrare a Saitama cosa sono le arti marziali. Durante il combattimento, Suiryu inizia a esprimere il suo disprezzo per lo stile di vita dell'eroe e cerca di convincere Saitama a non diventare un eroe poiché è inutile e noioso fare giustizia eroica e salvare la situazione. Invece, Suiryu osserva che le persone con una grande forza come Saitama dovrebbero cercare il brivido, proprio come lui prima di prendere a calci Saitama in testa. Arrabbiato e infastidito, Saitama lascia che il calcio colpisca, facendogli cadere la parrucca dalla testa. Finalmente smascherato, Saitama sferra un pugno a corto raggio esclamando che se l'obiettivo di Suiryu è quello di cercare divertimento, non dovrebbe cercare di rendersi più forte di quanto non sia attualmente. Tuttavia, Saitama trattiene il suo pugno prima che colpisca Suiryu, il che crea una potente onda d'urto che soffia via dai vestiti di Suiryu, esponendo il suo corpo muscoloso e lasciandolo in uno stato di profondo shock. Nonostante Saitama sia stato squalificato, Suiryu attacca ancora Saitama con rabbia, usando anche il suo attacco finale ("Pugno del Drago Volante del Colpo Oscuro"). Saitama non è turbato dall'aggressione. Quando Saitama dice che le arti marziali sono tecniche che ti fanno sembrare figo, e inizia a girare, Suiryu cerca di attaccare Saitama ancora una volta, ma viene respinto da Saitama contro un muro mentre prende la cintura bianca di Saitama, provocando la caduta dei pantaloni di Saitama. Nonostante Suiryu abbia messo in imbarazzo Saitama con quell'azione, è ancora profondamente scioccato per aver perso. Nella scena dopo i titoli di coda, Genos si sveglia dalle macerie e un mostro si sta dirigendo verso il torneo di arti marziali. |                |                |
| 20   | La resistenza dei forti 「強い奴の抵抗」 - Tsuyoi yatsu no teikō | 28 maggio 2019 | 21 luglio 2021 |
| 20   | A Suiryu viene consegnato il suo trofeo (a causa della squalifica di Saitama), quando improvvisamente il mostro Goketsu (colui che ha attaccato Genos) e i suoi mostri arrivano, mettendo fuori combattimento Lampo Max e Snek. Viene rivelato che Goketsu era un ex umano che era un campione di arti marziali quando è stato rapito da Orochi e Strabuzzocchio alcuni anni fa. Gli offrirono una cellula mostruosa in cambio della sua libertà, e quando Goketsu mangiò la cellula mostruosa si ubriacò di potere e divenne un mostro completo. Goketsu dà le cellule dei mostri ad alcuni degli artisti marziali, dove Choze e altri diventano mostri. Suiryu sconfigge Choze e i mostri, e sfida apertamente Goketsu lanciandogli contro la cellula del mostro. Goketsu ordina ai suoi corvi mostruosi di battere gli artisti marziali rimasti (incluso Facciamara) e prende a pugni Suiryu. Bakuzan osserva il caos che si sta svolgendo e rivela di odiare Suiryu, ma ammette che Suiryu lo sconfiggerà sempre. Bakuzan raccoglie 3 cellule mostruose per impedire a Suiryu di essere tentato e le mangia tutte e tre. Tuttavia, lo sforzo è eccessivo e Bakuzan sviene. Prima che i corvi mostruosi (gli accoliti di Goketsu che hanno perso la loro umanità quando hanno mangiato le cellule del mostro) possano mangiare Suiryu, Lampo Max e Snek salvano Suriyu e i tre sconfiggono i corvi mostruosi. Lampo Max e Snek pianificano di bloccare Goketsu in modo che Suiryu possa ottenere aiuto, ma Bakuzan nella sua forma mostruosa completa arriva e colpisce Suiryu a morte. Nel frattempo, Spatent Rider e Tank Top Master stanno difendendo l'ospedale in cui si trova Charanko. Bakuzan proclama con arroganza di essere il più forte dopo aver sconfitto Suiryu, ma Goketsu lo avverte quasi uccidendolo con un pugno (che distrugge una parte dell'arena) che ci sono altri mostri più forti. Goketsu riceve un messaggio da Strabuzzocchio che gli invita a ritirarsi mentre gli eroi di Classe S stanno arrivando, e Goketsu avverte Bakuzan di non diventare troppo arrogante. Suiryu dice debolmente a Bakuzan che ha vinto, e di risparmiarglielo, ma Bakuzan rivela che gli piace infliggere dolore agli individui deboli, e sta per calpestare Lampo Max e Snek. Suiryu alla fine implora l'arrivo di altri eroi per aiutarlo, e Saitama arriva appena in tempo per salvare Lampo Max e Snek dall'essere calpestati prima di affrontare Bakuzan. |                |                |
| 21   | I tormenti dei forti 「最強の悩み」 - Saikyō no nayami | 11 giugno 2019 | 21 luglio 2021 |
| 21   | Bakuzan riconosce Saitama come colui che lo ha sconfitto, ma Saitama uccide Bakuzan con un pugno. Saitama si presenta formalmente a Suiryu come un eroe e spiega che si è unito al torneo di arti marziali per trovare il cacciatore di eroi (Garo) e sperimentare le arti marziali. Saitama progetta di andarsene, ma Suiryu implora Saitama di non farlo perché Goketsu è là fuori, ma Saitama lo ignora. Suiryu sente più colpi e schianti, e pensa che Saitama sia stato ucciso quando la testa mozzata di Goketsu atterra davanti a lui. Saitama ritorna e chiede a Suiryu di non dire a nessuno cosa è successo, e Suiryu chiede se potrebbe diventare un eroe. Saitama è d'accordo, dal momento che un nessuno come lui può diventare un eroe, ma quando Suriyu chiede di essere discepolo di Saitama, Saitama rifiuta. Pri Pri Prisoner riesce a sconfiggere un mostro di livello demoniaco chiamato Free Hugger abbracciandolo così forte da farlo esplodere. Pri Pri Prisoner riceve una chiamata che dice che i suoi compagni di cella sono stati catturati dai mostri. Mentre cammina dopo aver parlato con la pistola ad acqua di Classe C, Saitama ha una crisi esistenziale riflettendo sul fatto che la sua esperienza con le arti marziali e nell'Associazione Eroi lo ha ancora annoiato. King incontra Saitama e cerca di spiegare che Saitama era così concentrato sull'essere l'eroe più forte, ha perso le tracce di se stesso e dovrebbe mirare a essere l'eroe migliore. Saitama rifiuta, dicendo che sembra noioso, ma proprio quando rinuncia alla speranza, King si offre di giocare contro Saitama usando solo due dita, riaccendendo la spinta di Saitama. Garo viene sconfitto da Mastino Man a causa dell'imprevedibile stile di combattimento di Mastino Man (il suo stile di combattimento è più basato su quello di una bestia selvaggia, per la quale Garo non ha contromosse) ma è pieno di adrenalina su ciò che può imparare. Garo vede King e sta per colpirlo quando Saitama lo prende a calci contro un muro di cemento. Saitama menziona che ci sono notizie di un cacciatore di eroi e non vede l'ora di incontrarlo. Genos viene portato in riparazione dal Dottor Tanfos, e Sonic si sta allenando quando viene attaccato da due guerrieri ninja molto potenti chiamati Wind il Ventoso e Flame l'Infernale, che offrono a Sonic cellule mostruose per diventare più forti. Sonic progetta di mangiare le cellule del mostro, ma a causa della sua cottura delle cellule del mostro non subisce la trasformazione e ha invece la diarrea. Zombie Man vede Maresciallo Gorilla e sta per seguirlo quando Armored Gorilla incontra Maresciallo Gorilla. Armored Gorilla fa perdere i sensi a Maresciallo Gorilla e Zombie Man decide invece di seguire Armored Gorilla. Bang e Bomb parlano di Garo e un mostro si infiltra in un membro dell'Associazione Eroi per dare loro un messaggio. |                |                |
| 22   | L'accerchiamento della giustizia 「正義の包囲網」 - Seigi no hōimō | 18 giugno 2019 | 21 luglio 2021 |
| 22   | Saitama perde contro King più volte in un videogioco. Durante una pausa, Saitama nota il telefono di King, in cui King spiega che il telefono viene utilizzato per chiamare le emergenze degli eroi. Strabuzzocchio e Destrochloridum prendono il controllo di un dirigente dell'Associazione Eroi, in cui negoziano per un futuro in cui mostri e umani coesistono. Destrochloridum quindi uccide un dirigente, rivelando che stavano mentendo e delinea invece il loro vero piano all'Associazione Eroi: che gli eroi si riuniscano e affrontino l'intera Associazione Mostri in una battaglia totale, prima che il vascello controllato da Strabuzzocchio esploda. Destrochloridum afferra le sue pistole per attaccare i dirigenti rimasti, ma Superlega Nerolucido (Eroe di Classe S Grado 11) arriva e uccide Destrochloridum dopo che non è riuscito a prenderne il controllo. Strabuzzocchio e il Re dei Mostri Orochi tengono un incontro per i mostri per combattere contro gli eroi, quando Orochi nota Scarilluminato e lo mangia a causa della sconfitta di Scarilluminato contro Genos in precedenza. Sadoma S viene risparmiata da Orochi quando Strabuzzocchio nota che ha abilità speciali. Orochi chiede a Strabuzzocchio dove sia Goketsu, ma Strabuzzocchio scopre che Goketsu è stato ucciso. Le fughe di notizie che l'Associazione Mostri sta per entrare in guerra con l'Associazione Eroi raggiungono il pubblico e i mostri (che risiedono in città) pianificano di andare a uccidere gli umani e unirsi all'associazione, ma vengono tutti uccisi da Saitama, che è in ritardo per il servizio di spazzatura. Garo si sveglia dal calcio di Saitama e vede l'eroe di Classe A Death Gatling, ma è troppo stanco e va in una baracca per riposare, con Death Gatling che lo nota. Tareo e i suoi amici trovano qualcuno nella loro baracca e costringono Tareo a tirarlo fuori. Garo e Tareo si incontrano di nuovo, e Garo dice a Tareo che se non vuole che nessuno lo maltratti, dovrebbe diventare più forte. Genos ottiene aggiornamenti dal Dottor Tanfos per gestire meglio i cattivi. Death Gatling arriva con la sua ciurma (Stinger, Smile Man, Wild Horn, Rospofalce, Occhiali, Gun Gun e Shooter) per affrontare Garo. Garo nota l'equipaggio e guarda brevemente l'almanacco di Tareo prima di affrontare gli eroi. Proclamando a gran voce che dopo averli sconfitti, avrà sconfitto 100 eroi, Garo si scaglia contro gli eroi ma viene respinto e tenuto instabile dalla raffica di attacchi, prendendo due frecce avvelenate alla schiena. Notando il loro lavoro di squadra, Garo prende di mira Occhiali, il presunto anello debole, solo per scoprire che anche Occhiali è pronto e in grado di combattere. Gli eroi danno all'indebolito Garo un'ultima possibilità di arrendersi. |                |                |
| 23   | L'orgoglio di ognuno 「それぞれの矜持」 - Sorezore no kyōji | 25 giugno 2019 | 21 luglio 2021 |
| 23   | Death Gatling spiega il loro ragionamento per abbattere Garo: per guadagnarsi il rispetto dell'Associazione Eroi, che si preoccupa solo della Classe S e ignora il resto degli eroi laboriosi, nonostante la quantità di sforzi che gli eroi inferiori mettono nel loro lavoro. Garo abbatte Rospofalce, Shooter, Gun Gun e Wild Horn. Death Gatling inizia a sparare a Garo, ma Garo si avvicina a Occhiali. Occhiali ricorda come fosse guardato dall'alto in basso nella Banda Tormenta, quando in passato era stato salvato da Saitama. Saitama dice a Occhiali che invece di guardare ai suoi fallimenti, dovrebbe invece andare avanti. Garo sconfigge rapidamente Occhiali e Stinger, lasciando Death Gatling l'unico ancora in piedi. Garo cerca di dire a Death Gatling che c'è un bambino nel capannone, tuttavia Death Gatling non crede a Garo e usa la sua mossa finale: Death Shower. Garo reindirizza da solo tutti i proiettili altrove, salvando Tareo. Garo sconfigge Death Gatling dopo aver insultato il suo orgoglio, e Tareo fugge dopo aver visto gli eroi sconfitti. Garo cerca di trovare un posto con l'acqua, ma Genos arriva grazie al segnale di Glass. King batte a malapena Saitama in una partita di videogiochi, rendendo Saitama stressato. Il telefono di King vibra e dice che Genos si trova nel punto in cui si trova il segnale. Ricordando che Genos viene sempre distrutta, Saitama e King iniziano a recarsi sul posto. Garo e Genos iniziano a combattere, con Genos che inchioda Garo a un albero con la sua mano robotica. Genos quasi uccide Garo, ma Garo riesce a fuggire e si proclama il mostro che nessuno può sconfiggere. Genos ribatte a questa affermazione, dicendo che Saitama sconfiggerà sempre qualsiasi mostro perché è forte, portando Garo a chiedere chi sia Saitama. All'improvviso, un gruppo di mostri tende un'imboscata a Genos, ma Genos li uccide rapidamente tutti, affermando che impara dai suoi errori e sarà più forte. Genos sta per sparare ancora una volta a Garo, ma Bang gli dà un calcio in testa. Bomb arriva con Bang e uccide altri mostri, chiedendo a Genos di lasciare Garo a Bang. Mentre Bang e Garo si mettono in posizione per combattere, Bang ricorda la prima volta che ha incontrato Garo. |                |                |
| 24   | Nelle mani degli allievi 「弟子の尻拭い」 - Deshi no shirinugui | 2 luglio 2019  | 21 luglio 2021 |
| 24   | Silver Fang e Bomb iniziano a picchiare Garo senza pietà. Garo ricorda quando era un bambino solitario e aveva un compagno di classe popolare di nome Tacchan. Viene rivelato che il motivo per cui Garo odia gli eroi e vuole essere un cattivo è perché crede che le persone vogliano essere eroi solo per picchiare i deboli, come mostrato quando Tacchan si coalizza contro Garo semplicemente perché è un "mostro". Garo respinge Fang e Bomb ed in seguito viene prelevato da Phoenix Man, giunto in suo soccorso. Genos sta per colpire Garo e Phoenix Man, ma quest'ultimo chiede aiuto a Centopiedi Decano. Fang e Bomb feriscono brevemente il colossale centopiedi, ma questi li respinge e fa la muta, diventando ancora più grande. Genos progetta di tenere impegnato Centopiedi Decano per dare la possibilità a Fang e Bomb di portare in salvo gli eroi di Classe A sconfitti. Genos ferisce brevemente Centopiedi Decano, ma questi si rigenera rapidamente e respinge il cyborg. Genos inizia a diventare disilluso, credendo di essere inutile poiché non poteva battere il gigantesco mostro di livello Drago. Fang pianifica di affrontare personalmente Centopiedi Decano, quand'ecco palesarsi King con un megafono, sfidando il centopiedi. Grazie alle informazioni ottenute dall'Associazione Eroi, King è venuto a conoscenza della sconfitta passata di Centopiedi Decano da parte dell'eroe Blast, decidendo quindi di mentire all'essere misterioso dicendogli che Blast sia arrivato ed insultando il centopiedi, spingendo quest'ultimo ad attaccarlo. Prima che Centopiedi Decano possa uccidere King, Saitama arriva e polverizza il mostro con un "pugno serio". Saitama e Genos si ritrovano e il secondo chiede al primo cosa gli manchi. Saitama risponde semplicemente "potenza", cosa di cui Genos prende nota, con conseguente disperazione di King. Genos quindi guarda al futuro, credendo che ora sarà più forte. L'episodio si conclude con Saitama che chiede agli eroi rimasti se vogliono tornare nel suo appartamento. Nella scena dopo i titoli di coda, Garo finalmente sviene per la stanchezza e Phoenix Man prosegue col compito di portarlo da Orochi. |                |                |